# 清风街街道
清风街街道，是中华人民共和国河南省安陽市殷都区下辖的一个乡镇级行政单位。

## 行政区划
清风街街道下辖以下地区：
安彩社区、隆昌社区、花园社区、鲁园社区和幸福社区。